# 深海扇
深海扇（英語：abyssal fan），又稱海底扇、如同陸上冲積扇外形，但它是由濁積流形成的沉積構造。深海扇的規模有很大差異，寬度從幾公里到幾千公里不等。最大的是孟加拉扇，其次是印度河扇，但主要扇也有在亞馬遜、剛果、密西西比和其他地方的出口處發現。
濁積流一般形成在大陸架邊緣，沿著大陸坡向下流動時繫帶大量沉積物。到了大陸坡底水流變慢。減少水流輸送沉積物的能力，沉積其攜帶的顆粒，從而形成海底扇。